# Valentina Cavallar
Valentina Cavallar (* 7. März 2001 in Wien) ist eine österreichische Radrennfahrerin und ehemalige Ruderin.

## Karriere
Valentina Cavallar wuchs in Wien auf und ist die Tochter des Historikers Georg Cavallar. Sie fing früh an sich für das Rudern zu interessieren und errang mehrere nationale und internationale Rudertitel mit dem Ruderverein Friesen. Bei den Olympischen Sommerspielen 2020 belegte sie mit Louisa Altenhuber in der Regatta mit dem Leichtgewichts-Doppelzweier den 14. Platz.
Nach einer Ausbildung im Heeressportzentrum des Österreichischen Bundesheeres entschloss sich die Wienerin 2023 für einen Wechsel zum Radsport. Im April 2024 startete sie ihre professionelle Laufbahn im Straßenradrennen mit dem französischen Team Arkéa-B&B Hotels Women und wurde bald darauf österreichische Vizemeisterin. Beim Tour Féminin International des Pyrénées nahm sie den zweiten Platz ein, bei Itzulia Women 2024 wurde sie zudem Zweite in der Bergwertung.
Beim Tour de France Femmes 2024 gewann Cavallar die Bergwertung am Col du Glandon, wurde Siebente in der letzten Etape (+3:34 Min.) und landete in der Gesamtwertung an der 22. Stelle (+16:55) sowie an der 6. Stelle in der Bergwertung. Beim Eintagesrennen Alpes Grésivaudan Classic konnte sie ihren ersten Profisieg einfahren.

## Erfolge
2025
- Alpes Grésivaudan Classic
- Österreichische Staatsmeisterin - Bergrennen (Hill Climb)